# Alexis Antunes
Alexis Antunes Gomez (Ginevra, 31 luglio 2000) è un calciatore svizzero, centrocampista del Servette.

## Carriera

### Club
Cresciuto nel settore giovanile del Servette, debutta in prima squadra il 24 febbraio 2018 in occasione dell'incontro di Challenge League vinto 4-0 contro l'Aarau.
Il 2 settembre 2019 viene prestato per una stagione al Chiasso.

### Nazionale
Ha giocato in tutte le nazionali giovanili svizzere (dall'Under-15 fino all'Under-21).

## Statistiche

### Presenze e reti nei club
Statistiche aggiornate al 31 agosto 2021.
| Stagione        | Squadra         | Campionato      | Campionato | Campionato | Coppe nazionali | Coppe nazionali | Coppe nazionali | Coppe continentali | Coppe continentali | Coppe continentali | Altre coppe | Altre coppe | Altre coppe | Totale | Totale |
| Stagione        | Squadra         | Comp            | Pres       | Reti       | Comp            | Pres            | Reti            | Comp               | Pres               | Reti               | Comp        | Pres        | Reti        | Pres   | Reti   |
| --------------- | --------------- | --------------- | ---------- | ---------- | --------------- | --------------- | --------------- | ------------------ | ------------------ | ------------------ | ----------- | ----------- | ----------- | ------ | ------ |
| 2017-2018       | Servette        | ChL             | 7          | 0          | CS              | 0               | 0               |                    | -                  | -                  |             | -           | -           | 7      | 0      |
| 2018-2019       | Servette        | ChL             | 7          | 1          | CS              | 1               | 1               |                    | -                  | -                  |             | -           | -           | 8      | 2      |
| 2019-2020       | Chiasso         | ChL             | 20         | 7          | CS              | 0               | 0               |                    | -                  | -                  |             | -           | -           | 20     | 7      |
| 2020-2021       | Servette        | ASL             | 14         | 0          | CS              | 0               | 0               | UEL                | 1                  | 1                  |             | -           | -           | 15     | 1      |
| 2021-2022       | Servette        | ASL             | 11         | 1          | CS              | 1               | 3               | UECL               | 2                  | 0                  |             | -           | -           | 14     | 4      |
| Totale carriera | Totale carriera | Totale carriera | 59         | 9          |                 | 2               | 4               |                    | 3                  | 1                  |             | -           | -           | 64     | 14     |

## Palmarès

### Club

#### Competizioni nazionali
- Challenge League: 1

Servette: 2018-2019
- Coppa Svizzera: 1

Servette: 2023-2024